# Emily Davison
Emily Wilding Davison (Blackheath, Londres, 11 de octubre de 1872 - 8 de junio de 1913) fue una activista británica, militante del sufragio, y mártir del movimiento sufragista que fue arrollada por el caballo del rey Jorge V, Anmer, en el Derby de Epsom el 4 de junio de 1913 y falleció a causa de este suceso días después.

## Trayectoria
Emily Wilding Davison era hija de Charles Davison (de Morpeth, Northumberland) y Margaret Davison (de Longhorsley, Northumberland), tenía dos hermanas y un hermano, y muchos hermanastros (del primer matrimonio de su padre), incluyendo un medio hermano, el capitán naval retirado Jocelyn Henry Davison, que prestó declaración en la investigación. 
A pesar de la miseria y con esfuerzo se preparó para trabajar como maestra de escuela en Edgbaston y Worthing, lo que le permitió recaudar dinero suficiente para estudiar "Inglés, Lengua y Literatura" en el colegio St Hugh's perteneciente a la Universidad de Oxford, y obtuvo honores de primera clase en sus exámenes finales, a pesar de que en aquellos tiempos a las mujeres no se les permitía el ingreso en grados en Oxford. No perdió fuerzas y obtuvo un puesto de enseñanza para los hijos de una familia en Berkshire, posteriormente se afilió a la "Unión Social y Política de las Mujeres" (USPM) en 1906, comprometiéndose e involucrándose más en defender el derecho de las mujeres.
Producto de sus actos en contra de la opresión y de la violación de los derechos de la mujer, sumado a la impotencia vivida, fue detenida y encarcelada por varios delitos, entre ellos un ataque al parecer violento contra un hombre al que confundió con el ministro de Hacienda, David Lloyd George.
Las peticiones a favor de los derechos de las mujeres y en su propia defensa eran nulas, por lo que Emily se declaró en huelga de hambre en la prisión Strangeways y tuvo que ser alimentada a la fuerza más de 49 veces. En la prisión de Holloway, como señal de protesta por las injusticias, se tiró  por una escalera de hierro sufriendo daños graves en la columna vertebral.

## Muerte en el Derby del 4 de junio de 1913
El propósito de Davison para asistir al Derby de Epsom el 4 de junio de 1913, era que se permitiera votar a las mujeres. Pero en relación con el suceso dramático que sucedería se cree que ella estaba tratando de poner un cartel sufragista en un caballo, pero calculó mal y fue brutalmente golpeada. Aunque la película filmada ese día muestra que ella iba por delante del caballo del rey Jorge V llevando la bandera sufragista y debió pensar que el caballo se detendría, pero no se detuvo, la arrolló y la tiró al suelo dejándola inconsciente. 
Se ha comentado mucho del tema, ya que ese mismo día había comprado un billete de tren de retorno y también una entrada para un baile sufragista que ese mismo día se celebraría más tarde, lo que indica que no tenía la intención de sacrificarse. El jockey que montaba el caballo, cuyo nombre era Herbert Jones, sufrió una conmoción cerebral leve en el incidente. Los transeúntes corrieron a la pista e intentaron ayudar a Davison y Jones hasta que llegaron las ambulancias. Ambos fueron llevados al hospital.
Davison murió cuatro días más tarde en el Hospital "Casa Epsom", debido a una fractura de cráneo y lesiones internas causadas por el incidente.
Fue enterrada en el patio de la iglesia de Santa María la Virgen en Morpeth, en una parcela de la familia. El cementerio está cerca de Longhorsley, donde había vivido con su madre. El funeral atrajo a una gran multitud. Su lápida lleva el lema de la USPM: "Hechos, no palabras".
El funeral se realizó en Londres el 14 de junio de 1913 y su ataúd fue llevado en tren a Morpeth para el entierro el 15 de junio. En 1928, en el funeral de Emmeline Pankhurst (una de las fundadoras del movimiento sufragista británico), el jinete Herbert Jones colocó una ofrenda floral "para hacer honor a la memoria de la señora Pankhurst y la señorita Emily Davison".
El accidente aparece recogido en el filme Las sufragistas (2015).